# Tullio Baroni
Tullio Baroni (Santa Croce del Bleggio, 25 novembre 1905 – Guadalajara, 11 marzo 1937) è stato un militare italiano, decorato con la medaglia d'oro al valor militare alla memoria nel corso della guerra di Spagna.

## Biografia
Nacque a Santa Croce del Bleggio, Trentino, il 25 novembre 1905, figlio di Andrea.
Consegue il diploma di ragioneria presso l'Istituto Tecnico di Rovereto nel 1925 e, nel settembre dello stesso anno, viene ammesso al corso per ufficiali di complemento presso la Scuola allievi ufficiali di artiglieria del Corpo d'armata di Verona, sita a Castel San Pietro. Nel marzo 1926 viene nominato sottotenente di complemento e assegnato al 2º Reggimento artiglieria da montagna dove compie il servizio di prima nomina.
Dopo essere stato congedato dall'incarico militare, accetta un posto amministrativo come ragioniere presso la Congregazione di carità di Riva.
Si arruola nella Milizia Volontaria per la Sicurezza Nazionale e viene promosso al grado di tenente prima di essere inviato in Spagna nel gennaio del 1937 con la 3ª Divisione CC.NN. "Penne Nere". Cade in combattimento l'11 marzo 1937 in località detta Strada di Francia e viene decorato con la medaglia d'oro al valor militare alla memoria.